# Vicente Segrelles
Vicente Segrelles, detto El Mercenario (Barcellona, 9 settembre 1940), è un fumettista e illustratore spagnolo.

## Biografia
Nato nel periodo postbellico della Guerra civile spagnola si appassiona al disegno grazie al padre, appassionato di pittura, e allo zio, José Segrelles, conosciuto come illustratore.
Quando ha soli quattordici anni inizia a collaborare alla realizzazione di campagne pubblicitarie e di cataloghi tecnici; nel 1960 realizza le illustrazioni di una edizione pubblicata dalla casa editrice Afha dell'Iliade e dell'Odissea; per lo stesso editore realizzerà illustrazioni per diverse opere di carattere divulgativo come la collana "Los Inventos" e, contemporaneamente, fu impegnato nel campo pubblicitario pubblicando illustrazioni su diverse riviste lavorando presso un'agenzia pubblicitaria di Barcellona.
Grazie all'editore Raphael Martinéz esordì come autore di fumetti nel 1980 sulla rivista Cimoc con la serie Il Mercenario, storia di genere fantasy dallo stile pittorico ad olio particolarmente curato che verrà pubblicata in molti paesi compresa l'Italia sull'Eternauta dal 1982, e successivamente su Lanciostory. La serie verrà continuata fino al 2003.
Realizzò dal 1988 al 1991 le copertine dei romanzi della collana italiana di fantascienza Urania e, nei primi anni novanta realizza la serie a fumetti El Sheriff Pat con uno stile caricaturale completamente diverso da quello solito. Nel 1998 si cimenta nella grafica computerizzata. Realizzò poi store brevi per la serie Ray Bradbury - Le cronache pubblicate in Italia sulle riviste L'Eternauta, Lanciostory e Corto Maltese. Contemporaneamente realizza illustrazioni pubblicando volumi per bambini come The Magic Water e il volume Vicente Segrelles Art Handbook, nel quale affianca alle sue illustrazioni propri commenti sulle tecniche impiegate, pubblicato nel 1999.

## Opere
- Il Mercenario (El Mercenario), 13 volumi (1982 - 2003)
- Art handbook (1999)